# CEDEX
CEDEX (oder Courrier d’Entreprise à Distribution EXceptionnelle) ist ein Dienst der französischen Post, der es ermöglicht, Postsendungen mit hoher Priorität zuzustellen. Die Abonnenten dieses Dienstes erhalten im Allgemeinen viel Post oder haben besondere Zustellbedürfnisse.
Eine CEDEX-Anschrift setzt sich aus fünf Ziffern zusammen, danach folgt der Ortsname, anschließend das Wort CEDEX. Auf diesen Code folgt eine weitere Kennnummer, wenn es mehrere CEDEX-Verteilstellen in einem Ort gibt. Genauso folgt in den Städten, die mehrere Arrondissements haben, dem CEDEX-Code der des Arrondissements.